# Freshwater
Freshwater é um subúrbio do norte de Sydney, no estado da Nova Gales do Sul, na Austrália, situado a 17 quilômetros a nordeste do distrito empresarial central de Sydney, na área do governo local do Conselho de Northern Beaches. Freshwater faz parte da região Northern Beaches. Em 2011, sua população era de 8 252 habitantes.

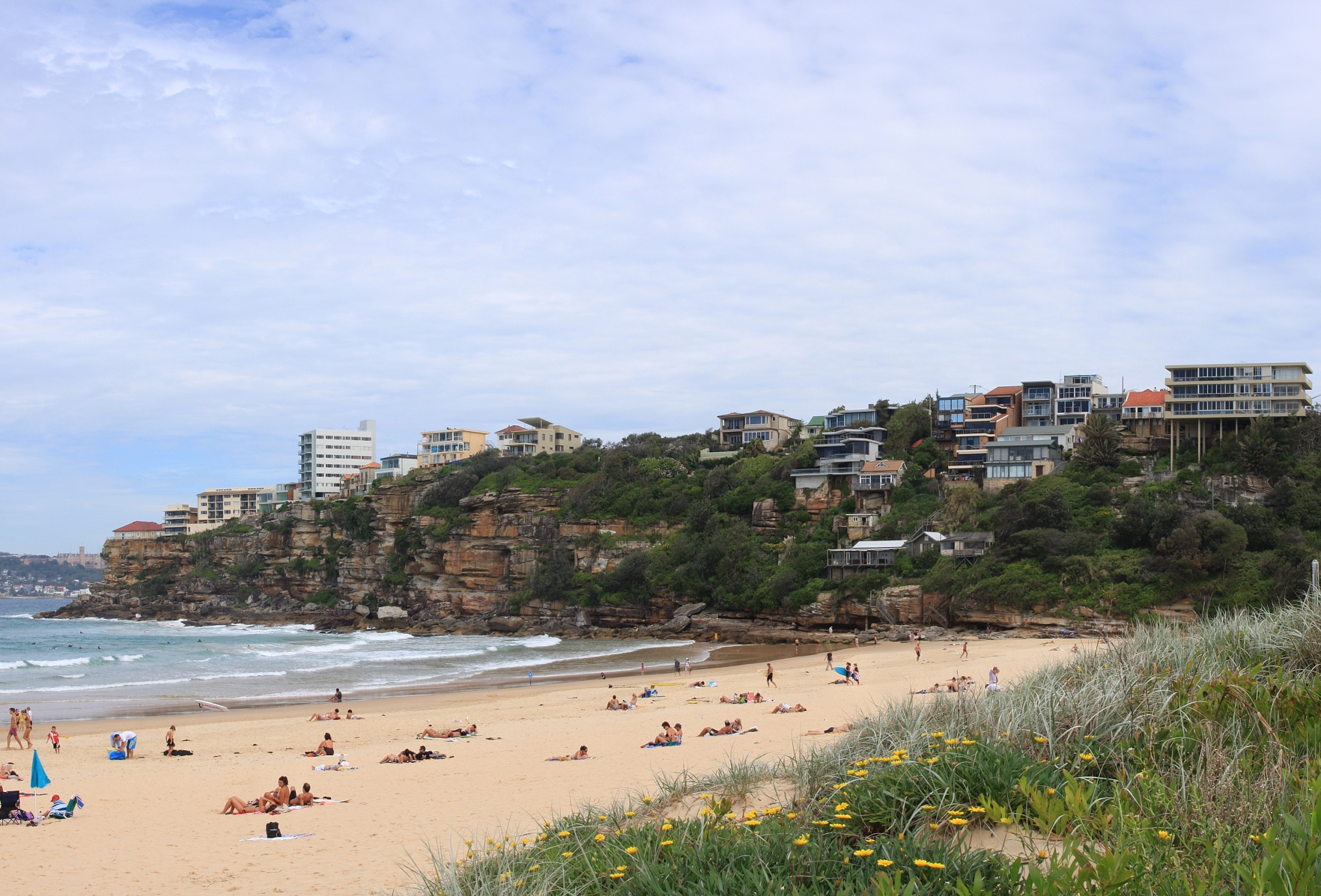
Praia de Freshwater